# Jokkmokks församling
Jokkmokks församling är en församling i Lule kontrakt i Luleå stift. Församlingen omfattar hela Jokkmokks kommun i Norrbottens län, utgör ett eget pastorat och är den till ytan största i Sverige.

## Historia
Jokkmokk eller Jochumucki var en av de fyra platser där Karl IX 1606 inrättade de första kyrkplatserna i Lappmarken. Från och med detta år skulle alla samer från Lule lappmark samlas i Jokkmokk under vintern för att bevista gudstjänster, marknad och ting samt betala skatt.

## Administrativ historik
Församlingen bildades 1607 genom en utbrytning ur Luleå församling. 1696 utbröts Kvikkjokks församling, 11 oktober 1742 utbröts Gällivare församling. Enligt beslut den 19 maj 1922 och 1 maj 1923 upphörde Kvikkjokks församling att vara en kapellförsamling från och med 1 maj 1923 och blev istället ett kyrkobokföringsdistrikt inom Jokkmokks församling. 1 januari 1962 utbröts Porjus församling (omfattande Porjus kyrkobokföringsdistrikt med 1 231 invånare och en areal av 4 350 km² land) och Vuollerims församling (omfattande Vuollerims kyrkobokföringsdistrikt med 3 698 invånare och en areal av 1 688,20 km² land). Porjus och Vuollerim upphörde 1 januari 2006 att vara egna församlingar och återgick upp i Jokkmokks församling.
Från 1 maj 1923 (enligt beslut 1 maj 1922) var församlingen delad i fyra kyrkobokföringsdistrikt: Jokkmokk (251002), Kvikkjokk (251004, från 1962 251003), Porjus (251003) och Puottaure (251001). Distriktens namn och dess närmare omfattning fastställdes genom beslut 17 maj 1923. Den nomadiserade samiska befolkningen i församlingen skulle tillhöra Jokkmokks kyrkobokföringsdistrikt. 1 november 1959 bildades Vuollerims kyrkobokföringsdistrikt (251005) genom utbrytning av områden ur Jokkmokks (med 3 366 invånare) och Puottaure distrikt (med 142 invånare). Arealen för områdena gick inte att beräkna vid utbrytningen. Porjus och Vuollerim upplöstes 1962 efter de utbrutits till egna församlingar medan de resterande upplöstes 1976.

### Pastorat
Jokkmokks församling utgjorde från 1607 till 11 februari 1617 ett eget pastorat, för att därefter till 1693 ingå i pastorat med Luleå församling. 1693 till 1696 var Jokkmokk åter ett eget pastorat för att därefter till 23 november 1796 vara annexförsamling i Kvikkjokks församlings pastorat. Från och med 11 november 1796 till 1 maj 1923 var Jokkmokk moderförsamling i pastoratet och Kvikkjokk var kapellförsamling. 1 maj 1923 återgick Kvikkjokks församling i denna som därefter till 1962 utgjorde ett eget pastorat. Efter utbrytningarna 1962 var församlingen till 2006 moderförsamling i pastoratet Jokkmokk och Porjus.
2006 återgick Porjus församling och Vuollerims församling i Jokkmokks församling som därefter utgör ett eget pastorat.

## Areal
Jokkmokks församling omfattade den 1 januari 1976 en areal av 13 130,8 kvadratkilometer, varav 12 105,4 kvadratkilometer land.

## Befolkningsutveckling
| Befolkningsutvecklingen i Jokkmokks församling 1805–2015 | Befolkningsutvecklingen i Jokkmokks församling 1805–2015 | Befolkningsutvecklingen i Jokkmokks församling 1805–2015 | Befolkningsutvecklingen i Jokkmokks församling 1805–2015 | Befolkningsutvecklingen i Jokkmokks församling 1805–2015 |
| --- | -------------------------------------------------------- | -------------------------------------------------------- | -------------------------------------------------------- | -------------------------------------------------------- |
| |                                                          |                                                          |                                                          |                                                          |
| År |                                                          |                                                          | Folkmängd                                                |                                                          |
| 1805 | 1805                                                     |                                                          | 867                                                      |                                                          |
| 1810 | 1810                                                     |                                                          | 636                                                      |                                                          |
| 1820 | 1820                                                     |                                                          | 725                                                      |                                                          |
| 1830 | 1830                                                     |                                                          | 830                                                      |                                                          |
| 1840 | 1840                                                     |                                                          | 1 006                                                    |                                                          |
| 1850 | 1850                                                     |                                                          | 1 232                                                    |                                                          |
| 1860 | 1860                                                     |                                                          | 1 378                                                    |                                                          |
| 1870 | 1870                                                     |                                                          | 1 530                                                    |                                                          |
| 1880 | 1880                                                     |                                                          | 2 092                                                    |                                                          |
| 1890 | 1890                                                     |                                                          | 2 792                                                    |                                                          |
| 1900 | 1900                                                     |                                                          | 3 887                                                    |                                                          |
| 1910 | 1910                                                     |                                                          | 4 882                                                    |                                                          |
| 1920 | 1920                                                     |                                                          | 7 185                                                    |                                                          |
| 1930 | 1930                                                     |                                                          | 7 530                                                    |                                                          |
| 1935 | 1935                                                     |                                                          | 8 707                                                    |                                                          |
| 1940 | 1940                                                     |                                                          | 8 614                                                    |                                                          |
| 1945 | 1945                                                     |                                                          | 9 007                                                    |                                                          |
| 1950 | 1950                                                     |                                                          | 10 743                                                   |                                                          |
| 1955 | 1955                                                     |                                                          | 9 267                                                    |                                                          |
| 1960 | 1960                                                     |                                                          | 11 581                                                   |                                                          |
| 1965 | 1965                                                     |                                                          | 5 989                                                    |                                                          |
| 1970 | 1970                                                     |                                                          | 4 966                                                    |                                                          |
| 1975 | 1975                                                     |                                                          | 4 786                                                    |                                                          |
| 1980 | 1980                                                     |                                                          | 4 469                                                    |                                                          |
| 1985 | 1985                                                     |                                                          | 4 534                                                    |                                                          |
| 1990 | 1990                                                     |                                                          | 4 512                                                    |                                                          |
| 1995 | 1995                                                     |                                                          | 4 477                                                    |                                                          |
| 2000 | 2000                                                     |                                                          | 4 264                                                    |                                                          |
| 2005 | 2005                                                     |                                                          | 5 534                                                    |                                                          |
| 2010 | 2010                                                     |                                                          | 5 170                                                    |                                                          |
| 2015 | 2015                                                     |                                                          | 5 067                                                    |                                                          |
| Anm: Kvikkjokks församling införlivad 1 maj 1923. Porjus och Vuollerims församlingar utbrutna 1 januari 1962 och åter införlivade 1 januari 2006. För åren 1805-1945: befolkning enligt folkräkning 31 december enligt den administrativa indelningen den 1 januari följande år. 1950 avser befolkning enligt folkräkning den 31 december enligt den administrativa indelningen den 1 januari 1952. 1960-1970 avser befolkning enligt folkräkning den 1 november enligt den administrativa indelningen den 1 januari följande år. För åren 1955 samt 1975-2015: befolkning 31 december enligt den administrativa indelningen den 1 januari följande år. Sedan 1 januari 2016 sker inte folkbokföring per församling och därmed kan det hända att vissa personer inte ingår i församlingens folkmängd då de är skrivna på den fiktiva fastigheten På kommunen skriven som inte delas upp på församlingsnivå då de inte kunnat folkbokföras på en särskild befintlig fastighet. Den totala befolkningen i Svenska kyrkans församlingar är därför något lägre än den totala befolkningen i riket. |                                                          |                                                          |                                                          |                                                          |

## Kyrkoherdar
| Ämbetstid | Namn                   | Levnadstid | Övrigt                                |
| --------- | ---------------------- | ---------- | ------------------------------------- |
| 1607–1617 | Christopher Nicolai    |            |                                       |
| 1796–1803 | Nathanael Fjellström   | 1739–1809  | Senare kyrkoherde i Sunne församling. |
| 1804–1825 | Daniel Engelmark       | 1747–1825  |                                       |
| 1828–1831 | Lars Salomon Engelmark | 1773–1831  |                                       |
| 1835–1847 | Johan Ullenius         | 1778–1847  |                                       |
| 1849–1866 | Gustaf Westerlund      | 1801–1866  |                                       |
| 1870–1895 | Johan Læstadius        | 1815–1895  |                                       |
| 1897–?    | David Ahlfort          | 1859–1930  | Kontraktsprost.                       |

### Komministrar
| Ämbetstid | Namn                      | Levnadstid | Övrigt                                    |
| --------- | ------------------------- | ---------- | ----------------------------------------- |
| 1696–1721 | Pehr Hägg                 | –1721      |                                           |
| 1722–1730 | Hans Hellman              |            |                                           |
| 1730      | Lars Andersson Löfstadius | 1694–1730  |                                           |
| 1730–1732 | Erik Wallinder            |            | Senare kyrkoherde i Åsele församling.     |
| 1732–1763 | Jonas Högling             | 1693–1763  |                                           |
| 1765–1768 | Theophilus Gran           |            | Senare kyrkoherde i Piteå församling.     |
| 1768–1775 | Nils Eriksson Sundelin    |            | Senare kyrkoherde i Arjeplogs församling. |
| 1775–1796 | Nathanael Fjellström      |            | Senare kyrkoherde i församlingen.         |
| 1903–1914 | Henrik Teodor Berlin      | 1870–      |                                           |

### Brukspredikanter i Kvickjock
| Ämbetstid | Namn                         | Levnadstid | Övrigt                                      |
| --------- | ---------------------------- | ---------- | ------------------------------------------- |
| 1673–1674 | Samuel Samuelsson Rehn       |            | Senare kyrkoherde i Jukkasjärvi församling. |
| 1674–1679 | Nicolaus Johannis Hapstadius | 1643–1685  |                                             |
| 1679–1690 | Johannes Granhammar          |            | Senare komminister i Nederluleå församling. |

## Kyrkor
- Arasluokta kapell
- Alkavare kapell
- Jokkmokks gamla kyrka
- Jokkmokks nya kyrka
- Kåbdalis kapell
- Kvikkjokks kyrka
- Murjeks kyrka
- Porjus kyrka
- Puottaure kyrka
- Saltoluokta kåtakyrka
- Staloluokta kåtakyrka
- Vaisaluokta kåtakyrka
- Vuollerims kyrka
- Ålloluokta kapell